# فورینگن (نوی-اولم)
شهر فورینگن (به آلمانی: Vöhringen) در ایالت بایرن در کشور آلمان واقع شده‌است.

## نگارخانه

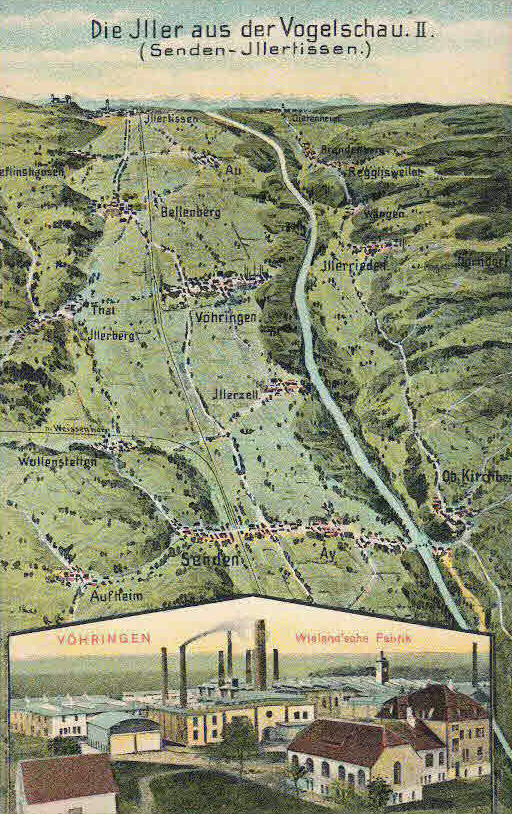
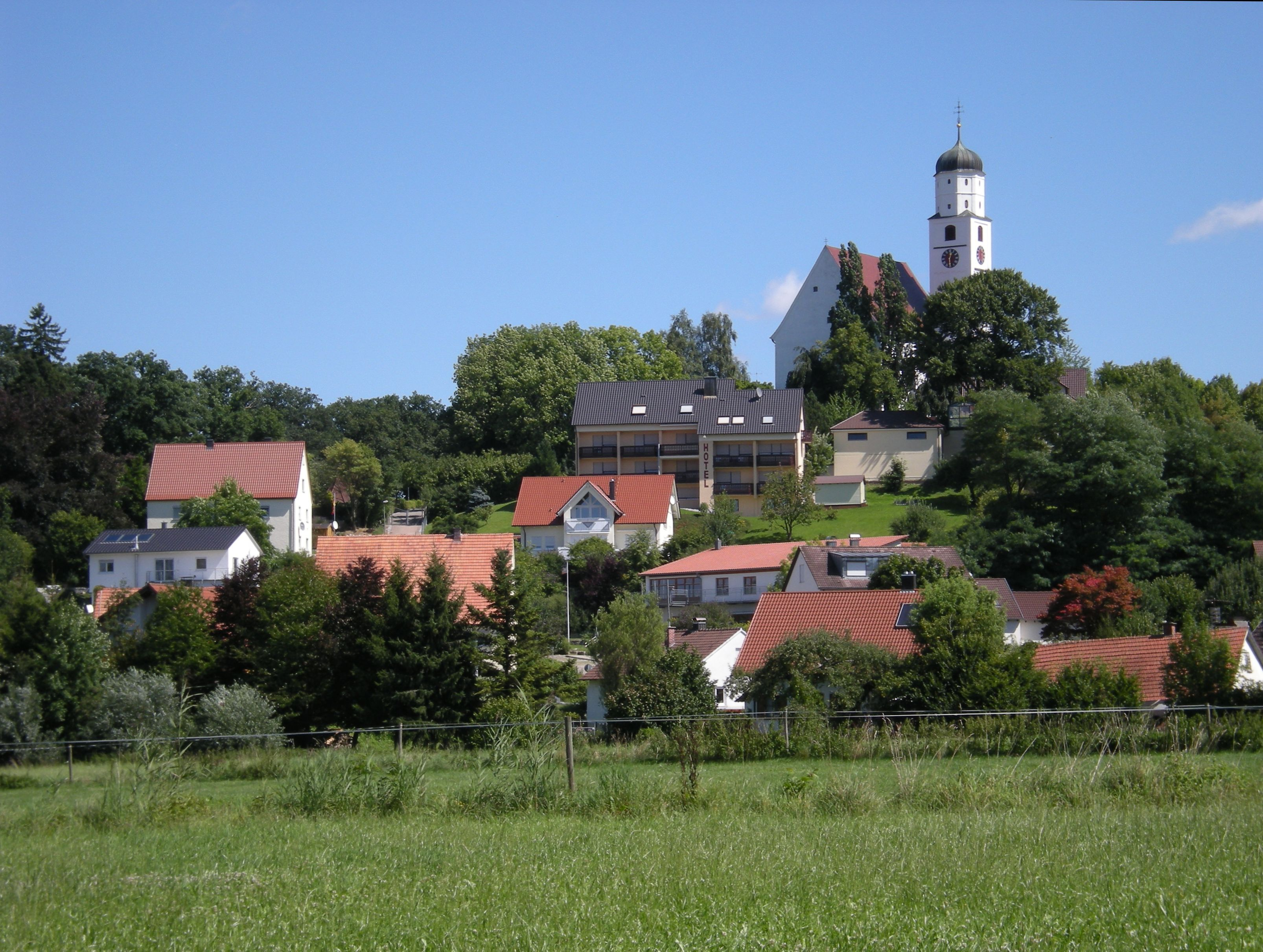
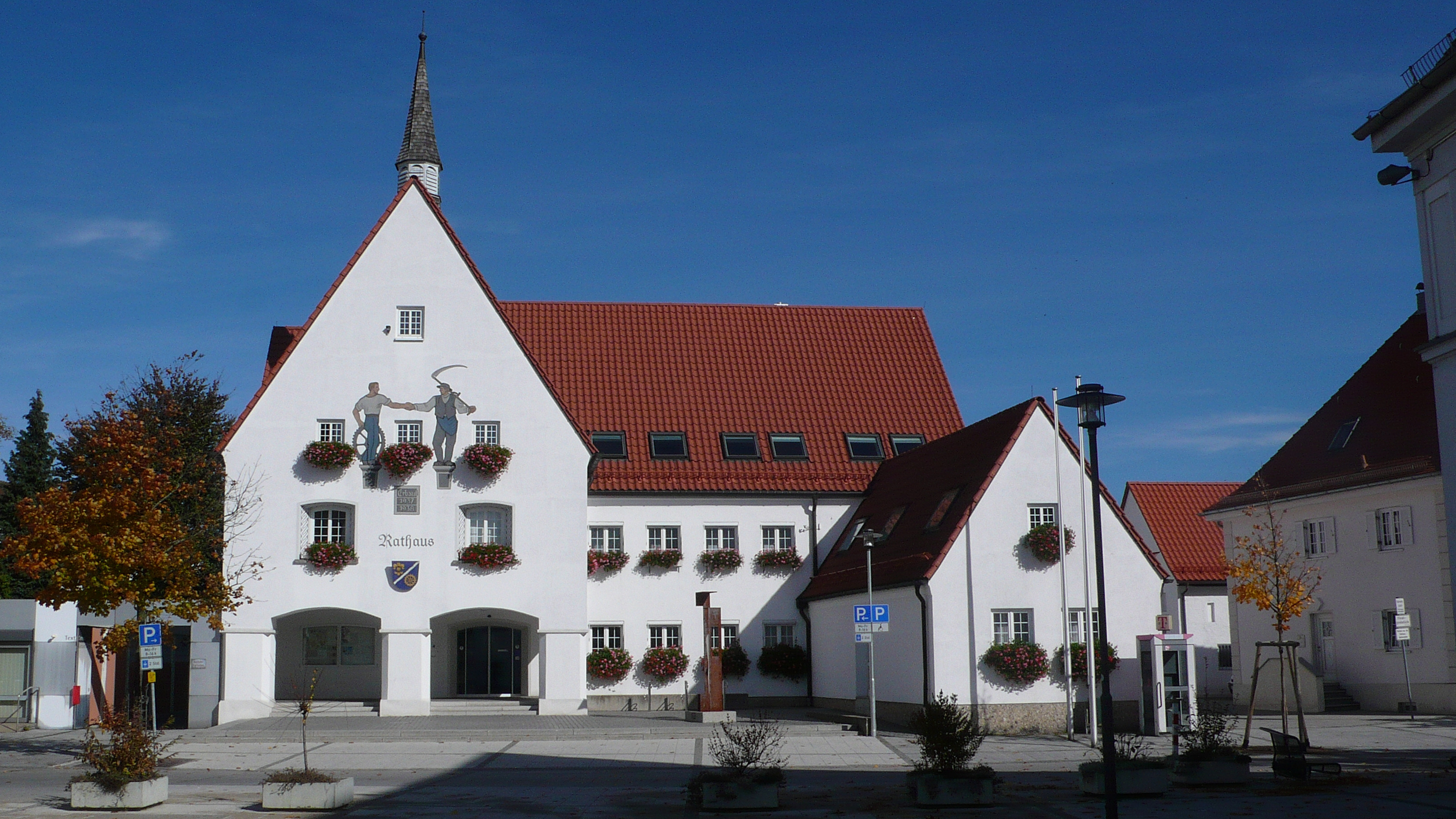